# 빨간 자전거
《빨간 자전거》는 대한민국의 만화가 김동화 화백이 집필한 만화이자 애니메이션이다.

## 개요
자전거를 타고  집배원이 야화리를 배달하 야화리의 여러 일상들을 다룬 만화이다. 2002년 3월부터 조선일보에서 연재하였는데, 당초 1년 동안 연재하려다 독자들의 호평을 받아 2005년 4월까지 연재하였다. 이후 이러한 인기 바탕으로 단행본도 발매되었다.무엇보다 서사만화에 대한 접근이 어려웠던 중장년층을 새롭게 우리 만화의 독자로 이끌어냈다는 점과 시골의 일상 및 상을 자세히를 다루어 높은 평가를 받기도 하였다. 저자는 연재를 시작하면서 국내는 물론 프랑스와 스위스 등 유럽 일부 국가의 출판사에서 도서 출간을 제안받았으며, 2004년에는 우정사업본부로부터 감사패를 받았다.
이후 이러한 인기를 바탕으로 2015년부터는 2017년까지 애니메이션으로도 방영되었고 애니메이션도 좋은 평가를 받았다.

## 연재 목록
- 연재 일자는 카카오 웹툰(구 만화속 세상)에 연재된 일자를 기준으로 기재하였다.

### 2005년
| 회차  | 연재일    | 부제                            |
| ----- | --------- | ------------------------------- |
| 1화   | 4월 13일  | 빨간자전거                      |
| 2화   | 4월 15일  | 내일을 향해 쏴라                |
| 3화   | 4월 17일  | 빈 우체통                       |
| 4화   | 4월 20일  | 과부와 홀아비                   |
| 5화   | 4월 22일  | 개구리                          |
| 6화   | 4월 24일  | 돌탑                            |
| 7화   | 4월 27일  | 꽃씨                            |
| 8화   | 4월 29일  | 민들레                          |
| 9화   | 5월 1일   | 외딴집                          |
| 10화  | 5월 4일   | 우편배달부와 기관사             |
| 11화  | 5월 6일   | 비디오테이프 그리고 편지        |
| 12화  | 5월 8일   | 눈깔사탕                        |
| 13화  | 5월 11일  | 시인의 집                       |
| 14화  | 5월 13일  | 절집배달                        |
| 15화  | 5월 15일  | 언제나 이맘때쯤이면             |
| 16화  | 5월 18일  | 두 명의 우편배달부              |
| 17화  | 5월 20일  | 하얀소녀                        |
| 18화  | 5월 22일  | 장날                            |
| 19화  | 5월 25일  | 잠 안오는 밤                    |
| 20화  | 5월 27일  | 양말                            |
| 21화  | 5월 29일  | 노인친구                        |
| 22화  | 6월 1일   | 모텔                            |
| 23화  | 6월 3일   | 미루나무길 하얀집               |
| 24화  | 6월 5일   | 농부 사장님                     |
| 25화  | 6월 8일   | 비오는 날                       |
| 26화  | 6월 10일  | 화가                            |
| 27화  | 6월 12일  | 촬영하는 날                     |
| 28화  | 6월 15일  | 야화리의 가을                   |
| 29화  | 6월 17일  | 할머니의 도시락                 |
| 30화  | 6월 19일  | 주름살                          |
| 31화  | 6월 22일  | 아기공룡 둘리                   |
| 32화  | 6월 24일  | 우체국장님                      |
| 33화  | 6월 26일  | 은빛바퀴                        |
| 34화  | 6월 29일  | 러브레터                        |
| 35화  | 7월 1일   | 웃자고 한 소리                  |
| 36화  | 7월 3일   | 시골인심                        |
| 37화  | 7월 6일   | 악보                            |
| 38화  | 7월 8일   | 계급장                          |
| 39화  | 7월 10일  | 나무                            |
| 40화  | 7월 13일  | 뿌리                            |
| 41화  | 7월 15일  | 겨울배달                        |
| 42화  | 7월 17일  | 오후반                          |
| 43화  | 7월 20일  | 눈 오는 날                      |
| 44화  | 7월 22일  | 피자                            |
| 45화  | 7월 24일  | 뒷간                            |
| 46화  | 7월 27일  | 길                              |
| 47화  | 7월 29일  | 선탠 크림                       |
| 48화  | 7월 31일  | 선물                            |
| 49화  | 8월 3일   | 사진                            |
| 50화  | 8월 5일   | 편지                            |
| 51화  | 8월 7일   | 하교길                          |
| 52화  | 8월 10일  | 별                              |
| 53화  | 8월 12일  | 지게                            |
| 54화  | 8월 14일  | 종이배                          |
| 55화  | 8월 17일  | 참외                            |
| 56화  | 8월 19일  | 아빠얼굴                        |
| 57화  | 8월 21일  | 퀴즈                            |
| 58화  | 8월 24일  | 막내딸                          |
| 59화  | 8월 26일  | 지도책                          |
| 60화  | 8월 28일  | 딸마중                          |
| 61화  | 8월 31일  | 밥그릇                          |
| 62화  | 9월 2일   | 야화리는 한국문화전집           |
| 63화  | 9월 4일   | 금값 은값                       |
| 64화  | 9월 7일   | 다이어트                        |
| 65화  | 9월 9일   | 팔베게                          |
| 66화  | 9월 11일  | 양미리                          |
| 67화  | 9월 14일  | 엄마 이야기                     |
| 68화  | 9월 16일  | 추석빔                          |
| 69화  | 9월 18일  | 추석                            |
| 70화  | 9월 21일  | 된장찌개                        |
| 71화  | 9월 23일  | 여행                            |
| 72화  | 9월 25일  | 집치장 몸치장                   |
| 73화  | 9월 28일  | 고향방문                        |
| 74화  | 9월 30일  | 별자리                          |
| 75화  | 10월 2일  | 우리가 살아온 길을 글로 쓴다면? |
| 76화  | 10월 5일  | 밤송이                          |
| 77화  | 10월 7일  | 허수아비 가족                   |
| 78화  | 10월 9일  | 용돈                            |
| 79화  | 10월 12일 | 가을걷이                        |
| 80화  | 10월 14일 | 할머니 배달부                   |
| 81화  | 10월 16일 | 컴퓨터 편지                     |
| 82화  | 10월 19일 | 벼와 편지                       |
| 83화  | 10월 21일 | 고장난 텔레비전                 |
| 84화  | 10월 23일 | 까치나무                        |
| 85화  | 10월 27일 | 짜장면                          |
| 86화  | 10월 28일 | 선거 후                         |
| 87화  | 10월 30일 | 친정아버지                      |
| 88화  | 11월 2일  | 낙엽                            |
| 89화  | 11월 4일  | 희망그림                        |
| 90화  | 11월 6일  | 새벽에 온 사람                  |
| 91화  | 11월 9일  | 동전 두 개                      |
| 92화  | 11월 11일 | 바가지                          |
| 93화  | 11월 13일 | 보약                            |
| 94화  | 11월 16일 | 사람이 반찬                     |
| 95화  | 11월 18일 | 김장                            |
| 96화  | 11월 20일 | 채무자                          |
| 97화  | 11월 23일 | TV 프로그램                     |
| 98화  | 11월 25일 | 겨울준비                        |
| 99화  | 11월 27일 | 고장난 시계                     |
| 100화 | 11월 30일 | 논밭은 농부의 얼굴              |
| 101화 | 12월 2일  | 가마솥밥                        |
| 102화 | 12월 4일  | 농번기                          |
| 103화 | 12월 7일  | 허수아비                        |
| 104화 | 12월 9일  | 가수                            |
| 105화 | 12월 14일 | 일요일                          |
| 106화 | 12월 16일 | 아버지와 아들                   |
| 107화 | 12월 18일 | 연애편지                        |
| 108화 | 12월 21일 | 편지속의 난로                   |
| 109화 | 12월 23일 | 비밀편지함                      |
| 110화 | 12월 25일 | 숨은그림                        |
| 111화 | 12월 28일 | 털목도리                        |
| 112화 | 12월 30일 | 산타                            |

### 2006년
| 회차  | 연재일   | 부제                 |
| ----- | -------- | -------------------- |
| 113화 | 1월 1일  | 눈사람               |
| 114화 | 1월 4일  | 나이                 |
| 115화 | 1월 6일  | 화투                 |
| 116화 | 1월 8일  | 꽃가게               |
| 117화 | 1월 11일 | 크리스마스           |
| 118화 | 1월 13일 | 마지막 날            |
| 119화 | 1월 15일 | 첫 눈                |
| 120화 | 1월 18일 | 교장선생님           |
| 121화 | 1월 20일 | 봄이 오면            |
| 122화 | 1월 22일 | 요술단지             |
| 123화 | 1월 25일 | 당신의 꽃 이름은?    |
| 124화 | 1월 27일 | 눈길                 |
| 125화 | 1월 29일 | 기차                 |
| 126화 | 2월 1일  | 바람개비             |
| 127화 | 2월 3일  | 농사준비             |
| 128화 | 2월 5일  | 새잎 새싹            |
| 129화 | 2월 8일  | 고향나물 고향흙      |
| 130화 | 2월 10일 | 오곡밥               |
| 131화 | 2월 12일 | 봄이 오는 소리       |
| 132화 | 2월 15일 | 손주나무             |
| 133화 | 2월 17일 | 손주자랑             |
| 134화 | 2월 19일 | 애정표현             |
| 135화 | 2월 22일 | 노인 얼굴            |
| 136화 | 2월 24일 | 봄비                 |
| 137화 | 2월 26일 | 할미꽃               |
| 138화 | 3월 1일  | 황금새               |
| 139화 | 3월 3일  | 밭고랑               |
| 140화 | 3월 5일  | 양파                 |
| 141화 | 3월 8일  | 생일                 |
| 142화 | 3월 10일 | 소                   |
| 143화 | 3월 12일 | 개미                 |
| 144화 | 3월 15일 | 간장독               |
| 145화 | 3월 17일 | 벼                   |
| 146화 | 3월 19일 | 손금                 |
| 147화 | 3월 22일 | 3월                  |
| 148화 | 3월 24일 | 들꽃처럼             |
| 149화 | 3월 26일 | 봄화장               |
| 150화 | 3월 29일 | 꽃수                 |
| 151화 | 3월 31일 | 소금                 |
| 152화 | 4월 2일  | 천렵                 |
| 153화 | 4월 5일  | 화해                 |
| 154화 | 4월 8일  | 빈 우체통            |
| 155화 | 4월 9일  | 여름방학             |
| 156화 | 4월 12일 | 10년 후에도          |
| 157화 | 4월 14일 | 빨간 자전거를 마치며 |

## 애니메이션
이 만화는 쏘울 크리에이티브와 KBS 미디어가 애니메이션인 《TV동화 빨간 자전거》로 각색하여 2013년 1월 22일부터 2015년 4월 3일까지 KBS 1TV에서 방송하였다.

### 방송 시간
| 방송 채널 | 방송 기간                           | 방송 시간                                |
| --------- | ----------------------------------- | ---------------------------------------- |
| KBS 1TV   | 2013년 1월 22일 ~ 2013년 10월 18일  | 매주 평일 오전 10시 55분 ~ 11시          |
| KBS 1TV   | 2013년 10월 21일 ~ 2014년 12월 31일 | 매주 평일 오전 10시 50분 ~ 10시 55분     |
| KBS 1TV   | 2014년 11월 4일 ~ 2014년 12월 30일  | 매주 화요일 ~ 금요일 밤 10시 55분 ~ 11시 |
| KBS 1TV   | 2015년 1월 5일 ~ 2015년 4월 3일     | 매주 평일 낮 1시 55분 ~ 2시              |

### 성우
- 장민혁 : 우편 배달부 역[5]
- 홍진욱 - 마을 사람
- 전숙경 - 마을 사람
- 박희은 - 마을 사람

### 제작진

#### 1기
기획 · 제작
- 편성기획 : 김광필
- 기획 : 이순주
- 프로듀서 : 이별남, 모상준
- 제작 : 임만식
- 감독 : 황철
- 원작 : 김동화 - 《빨간 자전거》

프리 프로덕션
- 시나리오 : 김명애, 강나루, 백지현
- 캐릭터 디자인 : 이기웅, 이승주, 장수진, 문희정, 정달희, 이정현
- 스토리 보드 : 김윤희, 이기웅, 배기용, 최지원
- 배경 디자인 : 안영란, 김혜지, 정연주
- 미술 감독 : 안영란
- 레이아웃 : 이기웅, 정달희, 김수홍, 김태영, 윤영화
- 애니메이션 : 황철, 이정현, 이승주, 장수진, 문희정, 조수진, 최영미, 차다현
- 촬영 · 편집 : 황철
- 라인 프로듀서 : 이지민

포스트 프로덕션
- 음악 감독 : 정진욱, 이나리
- 사운드 녹음 · 믹싱 : GG 사운드
- 사운드 슈퍼바이저 : 김희집
- 주제가 작곡 : 이나리, 정진욱
- 사운드 에디터 : 김한나
- 사운드 디자인 · 믹싱 : 장문정

마케팅 · 홍보
- 홍보 마케팅 : 이창근
- 사업 마케팅 : KBS 미디어

제작 협력
- 애니메이션 : 그리메 스튜디오, 신창섭, 신주영, 이호앙, 이영희
- 배경 : 스튜디오 빔, 박상연, 노혜진, 김혜영, 서정호, 박지우, 남미현
- 편집 감독 : 김충렬
- 컴퓨터 그래픽 : 황은서
- 연출 : 이순주
- 제작 협찬 : 미래에셋증권 주식회사, 사단법인 지구촌사랑나눔[6]

#### 2기
- 편성기획 : 김광필
- 책임 프로듀서 : 김찬규
- 기획 : 이순주
- 원작 : 김동화
- 제작 : 임만식
- 프로듀서 : 이별남
- 총감독 : 황철
- 시나리오 : 김명애, 백지현, 강나루, 김근영
- 소재 개발 : 이채론, 김상남, 김윤희, 이기웅
- 스토리 보드 : 최지원
- 미술 감독 : 조화진
- 캐릭터 디자인 · 레이아웃 : 이기웅, 정달희
- 배경 디자인 : 조화진, 한대일, 정연주, 곽지연, 박세일
- 애니메이션 연출 : 이정현
- 애니메이션 : 이승주, 장수진, 문희정, 조수진, 최진혁, 김효미, 최영미
- 제작 진행 : 홍봉균, 김희정, 강정임
- 촬영 · 편집 : 황철
- 라인 프로듀서 : 이지민
- 음악 감독 : 정진욱, 이나리
- 주제가 작곡 : 이나리
- 사운드 녹음 · 믹싱 : 지지사운드
- 사운드 슈퍼바이저 · 더빙 : 김희집
- 사운드 에디터 : 김한나
- 사운드 디자인 · 믹싱 : 장문정, 김한나
- 사업 홍보 · 마케팅 : 신장선, 이창근, 권기선
- 애니메이션 : 김면호, 배은영, 최윤서, 신인정, 박미영, 양연숙, 김인복, 이지연, 김미선, 곽주영, 김상겸, 이상훈, 이종대, 이종흔, 한진아, 방재형, 이영숙, 지종률
- 제작 협력 : 그리메 스튜디오, 신창섭, 신주영, 추동문, 빔 스튜디오, 박상영, 노혜진, 김혜영, 서정호, 한은주
- HD 출력 : 서울애니메이션센터, 함종민, 황경선
- 제작 지원 : 한국만화영상진흥원
- 홍보 : 박정재
- 홈페이지 : KBS 미디어, 민지선, 홍자인
- 편집 감독 : 유운모
- 컴퓨터 그래픽 : 황은서
- 연출 : 이순주
- 제작 협찬 : 미래에셋증권 주식회사, 사단법인 지구촌사랑나눔[6]

### 방영 목록

#### 1기

##### 2013년
| 회차  | 방영일    | 부제                       |
| ----- | --------- | -------------------------- |
| 1화   | 1월 22일  | 나는 빨간 자전거입니다     |
| 2화   | 1월 23일  | 종이배                     |
| 3화   | 1월 24일  | 할머니의 도시락            |
| 4화   | 1월 25일  | 할아버지의 돌탑            |
| 5화   | 1월 28일  | 황혼 꽃피다                |
| 6화   | 1월 29일  | 자전거 여행                |
| 7화   | 1월 30일  | 아버지의 양말              |
| 8화   | 1월 31일  | 할머니의 밥그릇            |
| 9화   | 2월 1일   | 파란 대문                  |
| 10화  | 2월 4일   | 팔베개                     |
| 11화  | 2월 5일   | 어느 촬영하는 날           |
| 12화  | 2월 6일   | 눈오는 날                  |
| 13화  | 2월 7일   | 탄내나는 밥상              |
| 14화  | 2월 8일   | 사람이 반찬                |
| 15화  | 2월 11일  | 새로운 시작                |
| 16화  | 2월 12일  | 주름살                     |
| 17화  | 2월 13일  | 뿌리                       |
| 18화  | 2월 14일  | 비디오테이프 그리고 편지   |
| 19화  | 2월 15일  | 내리사랑                   |
| 20화  | 2월 18일  | 쌓이는 정                  |
| 21화  | 2월 19일  | 선물                       |
| 22화  | 2월 21일  | 감나무 편지                |
| 23화  | 2월 22일  | 할아버지의 사진            |
| 24화  | 2월 26일  | 농부의 얼굴                |
| 25화  | 2월 27일  | 박하사탕                   |
| 26화  | 2월 28일  | 할머니의 겨울              |
| 27화  | 3월 1일   | 100년만의 편지             |
| 28화  | 3월 5일   | 그네                       |
| 29화  | 3월 7일   | 천연기념물                 |
| 30화  | 3월 11일  | 편지                       |
| 31화  | 3월 12일  | 할머니의 다이어트          |
| 32화  | 3월 14일  | 아빠의 얼굴                |
| 33화  | 3월 15일  | 꽃신                       |
| 34화  | 3월 19일  | 까치밥                     |
| 35화  | 3월 20일  | 은빛 바퀴                  |
| 36화  | 3월 21일  | 고향의 얼굴                |
| 37화  | 3월 22일  | 할머니 우리 할머니         |
| 38화  | 3월 25일  | 아버지                     |
| 39화  | 3월 26일  | 답장                       |
| 40화  | 3월 27일  | 양파와 꽃                  |
| 41화  | 3월 28일  | 아이들의 결혼식            |
| 42화  | 3월 29일  | 반가운 초대                |
| 43화  | 4월 1일   | 아내                       |
| 44화  | 4월 2일   | 개미                       |
| 45화  | 4월 3일   | 만물트럭                   |
| 46화  | 4월 4일   | 할미꽃                     |
| 47화  | 4월 5일   | 나무심는 날                |
| 48화  | 4월 8일   | 봄 바람                    |
| 49화  | 4월 9일   | 시골인심                   |
| 50화  | 4월 10일  | 우리 엄마                  |
| 51화  | 4월 11일  | 상받는 날                  |
| 52화  | 4월 12일  | 보약                       |
| 53화  | 4월 15일  | 특별한 가족                |
| 54화  | 4월 16일  | 엄지손가락                 |
| 55화  | 4월 17일  | 고물섬                     |
| 56화  | 4월 18일  | 즐거운 울음                |
| 57화  | 4월 19일  | 마음으로 보는 그림         |
| 58화  | 4월 22일  | 가슴에 새긴 주소           |
| 59화  | 4월 24일  | 바람개비                   |
| 60화  | 4월 25일  | 30억짜리 그림              |
| 61화  | 4월 26일  | 마을회관 회장              |
| 62화  | 4월 29일  | 아메리카노                 |
| 63화  | 4월 30일  | 첫 면회가는 날             |
| 64화  | 5월 1일   | 주름진 소녀                |
| 65화  | 5월 2일   | 꽃수                       |
| 66화  | 5월 3일   | 맞춤법                     |
| 67화  | 5월 6일   | 파스                       |
| 68화  | 5월 7일   | 두 여자                    |
| 69화  | 5월 8일   | 자장면                     |
| 70화  | 5월 9일   | 배부른 저녁                |
| 71화  | 5월 10일  | 전국노래자랑               |
| 72화  | 5월 13일  | 고부갈등                   |
| 73화  | 5월 14일  | 야학                       |
| 74화  | 5월 15일  | 할아버지의 지게            |
| 75화  | 5월 16일  | 거짓말쟁이 할아버지        |
| 76화  | 5월 17일  | 소원                       |
| 77화  | 5월 20일  | 그놈 목소리                |
| 78화  | 5월 21일  | 애정표현                   |
| 79화  | 5월 22일  | 손금                       |
| 80화  | 5월 23일  | 운수좋은 날                |
| 81화  | 5월 24일  | 못생긴 동박                |
| 82화  | 5월 27일  | 작은 집배원                |
| 83화  | 5월 28일  | 호랑이 시어머니의 적금     |
| 84화  | 5월 29일  | 장독대                     |
| 85화  | 5월 30일  | 음식솜씨                   |
| 86화  | 5월 31일  | 야화리 수사대              |
| 87화  | 6월 3일   | 엄마 딸                    |
| 88화  | 6월 4일   | 사랑의 광주리              |
| 89화  | 6월 5일   | 야화리 발명가              |
| 90화  | 6월 6일   | 친구여                     |
| 91화  | 6월 10일  | 영숙아 사랑해              |
| 92화  | 6월 11일  | 김밥                       |
| 93화  | 6월 12일  | 미루나무 하얀 집           |
| 94화  | 6월 13일  | 보리밥의 추억              |
| 95화  | 6월 14일  | 네모난 고기                |
| 96화  | 6월 17일  | 상장                       |
| 97화  | 6월 19일  | 할머니의 품                |
| 98화  | 6월 20일  | 우체국장의 특별한 하루     |
| 99화  | 6월 21일  | 좋은 날                    |
| 100화 | 6월 24일  | 첫 인사 드리는 날          |
| 101화 | 6월 25일  | 해후                       |
| 102화 | 6월 26일  | 할아버지의 등              |
| 103화 | 6월 27일  | 검정고무신                 |
| 104화 | 6월 28일  | 상사화                     |
| 105화 | 7월 1일   | 할머니의 취미생활          |
| 106화 | 7월 2일   | 야화리 댄싱퀸              |
| 107화 | 7월 3일   | 모시적삼                   |
| 108화 | 7월 4일   | 교장선생님                 |
| 109화 | 7월 5일   | 나는 정성민입니다          |
| 110화 | 7월 8일   | 가락지                     |
| 111화 | 7월 9일   | 소녀와 제비                |
| 112화 | 7월 10일  | 연애편지                   |
| 113화 | 7월 11일  | 늙은 어미의 편지           |
| 114화 | 7월 12일  | 아름다운 휴가              |
| 115화 | 7월 15일  | 할아버지의 자장가          |
| 116화 | 7월 16일  | 짝                         |
| 117화 | 7월 17일  | 아버지의 가족              |
| 118화 | 7월 18일  | 애 봐 준 공                |
| 119화 | 7월 19일  | 낙과                       |
| 120화 | 7월 23일  | 마음으로 통하는 대화       |
| 121화 | 7월 24일  | 할아버지의 반전            |
| 122화 | 7월 25일  | 수업료                     |
| 123화 | 7월 26일  | 문자메시지                 |
| 124화 | 7월 29일  | 힘 받는 날                 |
| 125화 | 7월 30일  | 귀여운 선물                |
| 126화 | 7월 31일  | 노부부의 외출              |
| 127화 | 8월 1일   | 태풍이 지나간 자리         |
| 128화 | 8월 2일   | 태풍이 지나간 자리         |
| 129화 | 8월 6일   | 별이 빛나는 밤에           |
| 130화 | 8월 7일   | 며느리의 건울음            |
| 131화 | 8월 8일   | 자전거 여행(재)            |
| 132화 | 8월 9일   | 너는 어느 나라에서 왔니?   |
| 133화 | 8월 12일  | 탄내나는 밥상(재)          |
| 134화 | 8월 13일  | 팔베게(재)                 |
| 135화 | 8월 14일  | 파란 대문(재)              |
| 136화 | 8월 20일  | 사람이 반찬(재)            |
| 137화 | 8월 21일  | 할아버지의 사진(재)        |
| 138화 | 8월 22일  | 엄마가 창피해              |
| 139화 | 8월 23일  | 반장선거                   |
| 140화 | 8월 26일  | 종이배(재)                 |
| 141화 | 8월 27일  | 아버지의 얼굴(재)          |
| 142화 | 8월 28일  | 천연기념물(재)             |
| 143화 | 8월 29일  | 꽃신(재)                   |
| 144화 | 8월 30일  | 외국인 우리 엄마           |
| 145화 | 9월 2일   | 황혼 꽃 피다(재)           |
| 146화 | 9월 4일   | 까치밥(재)                 |
| 147화 | 9월 6일   | 김치, 된장이 좋아          |
| 148화 | 9월 9일   | 어느 촬영하는 날(재)       |
| 149화 | 9월 10일  | 사람이 반찬(재)            |
| 150화 | 9월 11일  | 새로운 시작(재)            |
| 151화 | 9월 12일  | 주름살(재)                 |
| 152화 | 9월 13일  | 초콜릿                     |
| 153화 | 9월 16일  | 쌓이는 정(재)              |
| 154화 | 9월 17일  | 뿌리(재)                   |
| 155화 | 9월 18일  | 내리사랑(재)               |
| 156화 | 9월 20일  | 한가위의 산타클로스        |
| 157화 | 9월 23일  | 선물(재)                   |
| 158화 | 9월 24일  | 박하사탕(재)               |
| 159화 | 9월 25일  | 감나무 편지(재)            |
| 160화 | 9월 26일  | 농부의 얼굴(재)            |
| 161화 | 9월 27일  | 휴대폰 도둑                |
| 162화 | 9월 30일  | 그네(재)                   |
| 163화 | 10월 2일  | 할머니의 다이어트(재)      |
| 164화 | 10월 3일  | 천연기념물(재)             |
| 165화 | 10월 4일  | 외국인은 안 돼             |
| 166화 | 10월 7일  | 할머니의 밥그릇(재)        |
| 167화 | 10월 8일  | 100년만의 편지(재)         |
| 168화 | 10월 10일 | 맞춤법(재)                 |
| 169화 | 10월 11일 | 따뜻한 밥상                |
| 170화 | 10월 14일 | 할머니 우리 할머니(재)     |
| 171화 | 10월 15일 | 고향의 얼굴(재)            |
| 172화 | 10월 16일 | 아버지(재)                 |
| 173화 | 10월 17일 | 양파꽃(재)                 |
| 174화 | 10월 18일 | 내 이름은 캡틴 박          |
| 175화 | 10월 21일 | 만물트럭(재)               |
| 176화 | 10월 22일 | 반가운 초대(재)            |
| 177화 | 10월 23일 | 봄 바람(재)                |
| 178화 | 10월 24일 | 화가의 생각                |
| 179화 | 10월 25일 | 보약(재)                   |
| 180화 | 11월 1일  | 내 꿈은 대통령             |
| 181화 | 11월 4일  | 첫 면회가는 날(재)         |
| 182화 | 11월 5일  | 너는 어느나라에서 왔니(재) |
| 183화 | 11월 6일  | 30억짜리 집(재)            |
| 184화 | 11월 7일  | 마을회관 회장(재)          |
| 185화 | 11월 8일  | 김치                       |
| 186화 | 11월 11일 | 파스(재)                   |
| 187화 | 11월 13일 | 배부른 저녁(재)            |
| 188화 | 11월 15일 | 아빠와 아들                |
| 189화 | 11월 18일 | 아메리카노(재)             |
| 190화 | 11월 19일 | 반장선거(재)               |
| 191화 | 11월 20일 | 야화리 수사대(재)          |
| 192화 | 11월 21일 | 사랑의 광주리(재)          |
| 193화 | 11월 22일 | 엄마의 나라말              |
| 194화 | 11월 26일 | 외국인 우리엄마(재)        |
| 195화 | 11월 27일 | 야화리 발명가(재)          |
| 196화 | 11월 28일 | 영숙아 사랑해(재)          |
| 197화 | 11월 29일 | 검정 크레파스              |
| 198화 | 12월 2일  | 마음으로 보는 그림(재)     |
| 199화 | 12월 3일  | 반장선거(재)               |
| 200화 | 12월 5일  | 마을회관 회장(재)          |
| 201화 | 12월 6일  | 동생                       |
| 202화 | 12월 9일  | 파스(재)                   |
| 203화 | 12월 10일 | 외국인 우리 엄마(재)       |
| 204화 | 12월 11일 | 할아버지의 돌탑(재)        |
| 205화 | 12월 12일 | 까만 콩쥐                  |
| 206화 | 12월 16일 | 거짓말쟁이 할아버지(재)    |
| 207화 | 12월 17일 | 전국 노래자랑(재)          |
| 208화 | 12월 18일 | 30억짜리 집(재)            |
| 209화 | 12월 19일 | 즐거운 울음(재)            |
| 210화 | 12월 20일 | 크리스마스에는 사랑을      |
| 211화 | 12월 23일 | 김밥(재)                   |
| 212화 | 12월 25일 | 보리밥의 추억(재)          |
| 213화 | 12월 26일 | 네모난 고기(재)            |
| 214화 | 12월 27일 | 우리의 친구                |
| 215화 | 12월 31일 | 상장(재)                   |

##### 2014년
| 회차  | 연재일   | 부제                       |
| ----- | -------- | -------------------------- |
| 216화 | 1월 2일  | 할머니의 품(재)            |
| 217화 | 1월 3일  | 김치, 된장이 좋아(재)      |
| 218화 | 1월 7일  | 좋은 날(재)                |
| 219화 | 1월 8일  | 해후(재)                   |
| 220화 | 1월 9일  | 할아버지의 등(재)          |
| 221화 | 1월 10일 | 초콜릿(재)                 |
| 222화 | 1월 15일 | 미루나무 하얀 집(재)       |
| 223화 | 1월 16일 | 우체국장의 특별한 하루(재) |
| 224화 | 1월 17일 | 한가위의 산타클로스(재)    |
| 225화 | 1월 20일 | 할머니의 취미(재)          |
| 226화 | 1월 21일 | 야화리 댄싱퀸(재)          |
| 227화 | 1월 22일 | 모시적삼(재)               |
| 228화 | 1월 23일 | 교장 선생님(재)            |
| 229화 | 1월 24일 | 휴대폰 도둑(재)            |
| 230화 | 1월 27일 | 나는 정성민입니다(재)      |
| 231화 | 1월 28일 | 가락지(재)                 |
| 232화 | 1월 29일 | 소녀와 제비(재)            |
| 233화 | 1월 30일 | 연애편지(재)               |
| 234화 | 1월 31일 | 외국인은 안 돼(재)         |
| 235화 | 2월 3일  | 늙은 어미의 편지(재)       |
| 236화 | 2월 5일  | 검정고무신(재)             |
| 237화 | 2월 6일  | 상사화(재)                 |
| 238화 | 2월 7일  | 따뜻한 밥상(재)            |
| 239화 | 2월 13일 | 애 봐준 공(재)             |
| 240화 | 2월 14일 | 내 이름은 캡틴 박(재)      |

#### 2기

##### 2014년
| 회차  | 연재일    | 부제                         | 비고                               |
| ----- | --------- | ---------------------------- | ---------------------------------- |
| 1화   | 2월 17일  | 겨울배달                     |                                    |
| 2화   | 2월 19일  | 자랑스런 아들                |                                    |
| 3화   | 2월 20일  | 행복복권                     |                                    |
| 4화   | 2월 21일  | 시어머니의 오해              |                                    |
| 5화   | 2월 24일  | 박 노인의 건망증             |                                    |
| 6화   | 2월 25일  | 워크맨과 스마트폰            |                                    |
| 7화   | 2월 26일  | 돌아온 로커                  |                                    |
| 8화   | 2월 27일  | 마음이 꽃이어라              |                                    |
| 9화   | 2월 28일  | 시래기국                     |                                    |
| 10화  | 3월 3일   | 영원한 오빠                  |                                    |
| 11화  | 3월 4일   | 할머니의 병                  |                                    |
| 12화  | 3월 5일   | 눈사람이 사라지면            |                                    |
| 13화  | 3월 6일   | 농사나 지을까                |                                    |
| 14화  | 3월 7일   | 시선                         |                                    |
| 15화  | 3월 10일  | 꽃물                         |                                    |
| 16화  | 3월 11일  | 김장하는 날                  |                                    |
| 17화  | 3월 12일  | 아버지와 새 양복             |                                    |
| 18화  | 3월 13일  | 청혼                         |                                    |
| 19화  | 3월 14일  | 정 두레                      |                                    |
| 20화  | 3월 17일  | 돌탑 할아버지와 아들         | 12세 이상 시청가                   |
| 21화  | 3월 18일  | 할머니와 김치                |                                    |
| 22화  | 3월 19일  | 할머니의 쇼핑 중독           |                                    |
| 23화  | 3월 20일  | 젖니 갈이                    |                                    |
| 24화  | 3월 21일  | 엄마 나라 아빠 나라          |                                    |
| 25화  | 3월 24일  | 얼굴                         |                                    |
| 26화  | 3월 25일  | 깜빡깜빡                     |                                    |
| 27화  | 3월 26일  | 어머니의 심장                |                                    |
| 28화  | 3월 28일  | 내 아들 지욱이               |                                    |
| 29화  | 3월 31일  | 40년만의 단팥죽              |                                    |
| 30화  | 4월 2일   | 스마트폰 중독사건            |                                    |
| 31화  | 4월 3일   | 손녀의 입맛                  |                                    |
| 32화  | 4월 4일   | 달라도 통해요                |                                    |
| 33화  | 4월 7일   | 아날로그 만물박사            |                                    |
| 34화  | 4월 8일   | 그 남자의 배경화면           |                                    |
| 35화  | 4월 9일   | 날개 없는 천사               |                                    |
| 36화  | 4월 10일  | 고물 킥보드                  |                                    |
| 37화  | 4월 11일  | 옥분 할머니와 길자 씨        | 12세 이상 시청가                   |
| 38화  | 4월 14일  | 피자 배달                    |                                    |
| 39화  | 4월 15일  | 아기새 키키                  |                                    |
| 40화  | 4월 22일  | 혼자만의 시간                |                                    |
| 41화  | 4월 23일  | 싸워도 한 이불               |                                    |
| 42화  | 4월 24일  | 야화리 최고의 미녀           |                                    |
| 43화  | 4월 25일  | 반가운 손님                  |                                    |
| 44화  | 4월 28일  | 축의금과 오해                |                                    |
| 45화  | 4월 29일  | 두부와 콩                    |                                    |
| 46화  | 4월 30일  | 피아니스트와 소녀            |                                    |
| 47화  | 5월 1일   | 봄을 닮은 아이들             |                                    |
| 48화  | 5월 2일   | 그녀의 노트                  |                                    |
| 49화  | 5월 5일   | 들꽃 천사들                  | 어린이날 기획 (10분 분량으로 방영) |
| 50화  | 5월 8일   | ㄱㄴㄷ                       |                                    |
| 51화  | 5월 9일   | 미역국 사랑                  |                                    |
| 52화  | 5월 12일  | 든 자리 난 자리              |                                    |
| 53화  | 5월 13일  | 명탐정 우현                  |                                    |
| 54화  | 5월 14일  | 돼지고기와 새우젓            |                                    |
| 55화  | 5월 15일  | 스승의 마음                  |                                    |
| 56화  | 5월 16일  | 오지랖                       |                                    |
| 57화  | 5월 19일  | 부모님의 연애편지            |                                    |
| 58화  | 5월 20일  | 어떤 크리스마스              |                                    |
| 59화  | 5월 21일  | 반찬 투정                    |                                    |
| 60화  | 5월 22일  | 시어머니의 생일상            |                                    |
| 61화  | 5월 26일  | 개밥바라기                   |                                    |
| 62화  | 5월 27일  | 분홍 립스틱                  |                                    |
| 63화  | 5월 28일  | 도전 진품명품                |                                    |
| 64화  | 5월 29일  | 호랑이가 나타났다            |                                    |
| 65화  | 5월 30일  | 찌개                         |                                    |
| 66화  | 6월 2일   | 사기꾼 아들                  |                                    |
| 67화  | 6월 3일   | 수상한 민박집                |                                    |
| 68화  | 6월 5일   | 사위 사랑은                  |                                    |
| 69화  | 6월 9일   | 복권 당첨                    |                                    |
| 70화  | 6월 10일  | 도깨비 할아버지              | 12세 이상 시청가                   |
| 71화  | 6월 11일  | 성민이랑 놀지 마             |                                    |
| 72화  | 6월 12일  | 괜한 걱정                    |                                    |
| 73화  | 6월 16일  | 빨래합시다                   |                                    |
| 74화  | 6월 17일  | 리모컨                       |                                    |
| 75화  | 6월 18일  | 내 친구 꼬꼬                 |                                    |
| 76화  | 6월 19일  | 고물 텔레비전                |                                    |
| 77화  | 6월 20일  | 즐거운 실수                  |                                    |
| 78화  | 6월 23일  | 아이돌 공부 삼매경           |                                    |
| 79화  | 6월 26일  | 사라진 아내                  |                                    |
| 80화  | 6월 27일  | 눈빛으로 마음으로            |                                    |
| 81화  | 6월 30일  | 우리마을 정약국              |                                    |
| 82화  | 7월 1일   | 장터국수                     |                                    |
| 83화  | 7월 2일   | 빨래                         |                                    |
| 84화  | 7월 3일   | 저염식 사랑                  |                                    |
| 85화  | 7월 4일   | 공부비법                     |                                    |
| 86화  | 7월 8일   | 엄살                         |                                    |
| 87화  | 7월 9일   | 이웃맞이                     |                                    |
| 88화  | 7월 11일  | 엄마가 좋아 아빠가 좋아      |                                    |
| 89화  | 7월 14일  | 예쁜 양박                    |                                    |
| 90화  | 7월 15일  | 모기밥                       |                                    |
| 91화  | 7월 16일  | 납량특집                     |                                    |
| 92화  | 7월 17일  | 귀농                         |                                    |
| 93화  | 7월 18일  | 수업                         |                                    |
| 94화  | 7월 21일  | 수박서리                     |                                    |
| 95화  | 7월 22일  | 부전자전                     |                                    |
| 96화  | 7월 23일  | 허풍쟁이 아저씨              | 12세 이상 시청가                   |
| 97화  | 7월 24일  | 공주병                       |                                    |
| 98화  | 7월 28일  | 눈물 항아리                  |                                    |
| 99화  | 7월 29일  | 엄마의 구두                  |                                    |
| 100화 | 7월 30일  | 마음을 파는 구멍가게         |                                    |
| 101화 | 7월 31일  | 힘내라 뭉치                  |                                    |
| 102화 | 8월 1일   | 따뜻한 손길                  |                                    |
| 103화 | 8월 4일   | 사랑조각                     | 7세 이상 시청가                    |
| 104화 | 8월 5일   | 학교괴담                     | 7세 이상 시청가                    |
| 105화 | 8월 6일   | 한 여름의 팥죽               |                                    |
| 106화 | 8월 8일   | 먹으면 안 돼                 |                                    |
| 107화 | 8월 11일  | 폭설                         |                                    |
| 108화 | 8월 12일  | 별난 아들                    |                                    |
| 109화 | 8월 13일  | 미우나 고우나                |                                    |
| 110화 | 8월 19일  | 형제                         |                                    |
| 111화 | 8월 20일  | 할머니의 실수                |                                    |
| 112화 | 8월 21일  | 사과에 담긴 사랑             |                                    |
| 113화 | 8월 22일  | 전래동화                     |                                    |
| 114화 | 8월 25일  | 후회                         | 시청자 공모작                      |
| 115화 | 8월 26일  | 스티커 장난                  | 시청자 공모작                      |
| 116화 | 8월 27일  | 젖은 실내화                  | 시청자 공모작                      |
| 117화 | 8월 28일  | 문자                         | 시청자 공모작                      |
| 118화 | 9월 1일   | 이사가는 사람                | 시청자 공모작                      |
| 119화 | 9월 2일   | 눈물의 웨딩드레스            | 시청자 공모작                      |
| 120화 | 9월 3일   | 터놓고 말해요                |                                    |
| 121화 | 9월 4일   | 거울                         | 시청자 공모작                      |
| 122화 | 9월 5일   | 손짓                         |                                    |
| 123화 | 9월 10일  | 꼬마 상주                    | 시청자 공모작                      |
| 124화 | 9월 11일  | 할머니와 동박전              | 시청자 공모작                      |
| 125화 | 9월 12일  | 바보 연인                    |                                    |
| 126화 | 9월 15일  | 장염                         | 시청자 공모작                      |
| 127화 | 9월 16일  | 할머니의 선물                | 시청자 공모작                      |
| 128화 | 9월 17일  | 약손                         | 시청자 공모작                      |
| 129화 | 9월 18일  | 아저씨 아저씨                | 시청자 공모작                      |
| 130화 | 9월 19일  | 식사자리                     |                                    |
| 131화 | 9월 22일  | 아버지의 사랑법              | 시청자 공모작                      |
| 132화 | 9월 23일  | 휴대폰에 저장된 내 이름      | 시청자 공모작 (12세 이상 시청가)   |
| 133화 | 9월 24일  | 별난 아내                    |                                    |
| 134화 | 9월 26일  | 남편의 비자금                |                                    |
| 135화 | 9월 29일  | 한 바퀴 돌아온               | 시청자 공모작                      |
| 136화 | 9월 30일  | 공통점을 찾아라              |                                    |
| 137화 | 10월 2일  | 하늘보기                     |                                    |
| 138화 | 10월 3일  | 남편은 외국인                |                                    |
| 139화 | 10월 6일  | 늑대같은 남자                |                                    |
| 140화 | 10월 7일  | 터진 손등                    |                                    |
| 141화 | 10월 8일  | 인심은 사랑을 싣고           |                                    |
| 142화 | 10월 9일  | 여행                         |                                    |
| 143화 | 10월 10일 | 옷걸이 편지                  |                                    |
| 144화 | 10월 13일 | 겨울배달(재)                 |                                    |
| 145화 | 10월 14일 | 자랑스러운 아들(재)          |                                    |
| 146화 | 10월 15일 | 행복 복권(재)                |                                    |
| 147화 | 10월 16일 | 건망증(재)                   |                                    |
| 148화 | 10월 17일 | 전화 공포증                  |                                    |
| 149화 | 10월 21일 | 돌아온 로커(재)              |                                    |
| 150화 | 10월 22일 | 농사나 지을까(재)            |                                    |
| 151화 | 10월 23일 | 워크맨과 스마트폰(재)        |                                    |
| 152화 | 10월 24일 | 별이 된 편지                 |                                    |
| 153화 | 10월 27일 | 할머니와 김치(재)            |                                    |
| 154화 | 10월 28일 | 젖니갈이(재)                 |                                    |
| 155화 | 10월 29일 | 청혼(재)                     |                                    |
| 156화 | 10월 31일 | 색안경                       |                                    |
| 157화 | 11월 3일  | 어머니의 심장(재)            |                                    |
| 158화 | 11월 4일  | 40년만의 단팥죽(재)          |                                    |
| 159화 | 11월 5일  | 아날로그 만물박사(재)        |                                    |
| 160화 | 11월 6일  | 날개 없는 천사(재)           |                                    |
| 161화 | 11월 7일  | 당당하게 자신있게            |                                    |
| 162화 | 11월 11일 | 싸워도 한 이불(재)           |                                    |
| 163화 | 11월 13일 | 축의금과 오해(재)            |                                    |
| 164화 | 11월 14일 | 아름다운 우정                |                                    |
| 165화 | 11월 18일 | 부모님의 연애편지(재)        |                                    |
| 166화 | 11월 19일 | 수상한 민박집(재)            |                                    |
| 167화 | 11월 20일 | 내 친구 꼬꼬(재)             |                                    |
| 168화 | 11월 21일 | 외갓집                       |                                    |
| 169화 | 11월 24일 | 든 자리 난 자리(재)          |                                    |
| 170화 | 11월 25일 | 깜빡깜빡(재)                 |                                    |
| 171화 | 11월 26일 | 고물 텔레비전(재)            |                                    |
| 172화 | 11월 27일 | 사라진 아내(재)              |                                    |
| 173화 | 11월 28일 | 내 아내의 한국어 선생님      |                                    |
| 174화 | 12월 1일  | 우리마을 정약국(재)          |                                    |
| 175화 | 12월 2일  | 저염식 사랑(재)              |                                    |
| 176화 | 12월 3일  | 엄살(재)                     |                                    |
| 177화 | 12월 4일  | 이웃맞이(재)                 |                                    |
| 178화 | 12월 5일  | 글뤽아우프 - 살아서 돌아오라 |                                    |
| 179화 | 12월 9일  | 부전자전(재)                 |                                    |
| 180화 | 12월 10일 | 공주병(재)                   |                                    |
| 181화 | 12월 13일 | 시어머니의 오해(재)          |                                    |
| 182화 | 12월 16일 | 사랑조각(재)                 | 7세 이상 시청가                    |
| 183화 | 12월 17일 | 형제(재)                     |                                    |
| 184화 | 12월 18일 | 혼자만의 시간(재)            |                                    |
| 185화 | 12월 22일 | 엄마의 구두(재)              |                                    |
| 186화 | 12월 24일 | 할머니의 쇼핑중독(재)        |                                    |
| 187화 | 12월 26일 | 시선(재)                     |                                    |
| 188화 | 12월 29일 | 스마트폰 중독사건(재)        |                                    |
| 189화 | 12월 30일 | 손녀의 입맛(재)              |                                    |
| 190화 | 12월 31일 | 시래기국(재)                 |                                    |

##### 2015년
| 회차  | 연재일   | 부제                             | 비고                             |
| ----- | -------- | -------------------------------- | -------------------------------- |
| 191화 | 1월 5일  | 돌탑 할아버지와 아들(재)         | 12세 이상 시청가                 |
| 192화 | 1월 6일  | 돼지고기와 새우젓(재)            |                                  |
| 193화 | 1월 7일  | 할머니의 실수(재)                |                                  |
| 194화 | 1월 8일  | 사과에 담긴 사랑(재)             |                                  |
| 195화 | 1월 9일  | 미역국 사랑(재)                  |                                  |
| 196화 | 1월 12일 | 후회(재)                         | 시청자 공모작                    |
| 197화 | 1월 13일 | 스티커 장난(재)                  | 시청자 공모작                    |
| 198화 | 1월 14일 | 젖은 실내화(재)                  | 시청자 공모작                    |
| 199화 | 1월 15일 | 문자(재)                         | 시청자 공모작                    |
| 200화 | 1월 16일 | 엄마가 좋아 아빠가 좋아(재)      |                                  |
| 201화 | 1월 19일 | 이사가는 사람(재)                | 시청자 공모작                    |
| 202화 | 1월 20일 | 눈물의 웨딩드레스(재)            | 시청자 공모작                    |
| 203화 | 1월 21일 | 거울(재)                         | 시청자 공모작                    |
| 204화 | 1월 22일 | 꼬마 상주(재)                    | 시청자 공모작                    |
| 205화 | 1월 23일 | 호랑이 시어머니의 적금(재)       |                                  |
| 206화 | 1월 26일 | 할머니와 동박전(재)              | 시청자 공모작                    |
| 207화 | 1월 27일 | 장염(재)                         | 시청자 공모작                    |
| 208화 | 1월 28일 | 약손(재)                         | 시청자 공모작                    |
| 209화 | 1월 29일 | 할머니의 선물(재)                | 시청자 공모작                    |
| 210화 | 1월 30일 | 남편의 비자금(재)                |                                  |
| 211화 | 2월 2일  | 아저씨 아저씨(재)                | 시청자 공모작                    |
| 212화 | 2월 3일  | 아버지의 사랑법(재)              | 시청자 공모작                    |
| 213화 | 2월 4일  | 휴대폰에 저장된 내 이름(재)      | 시청자 공모작 (12세 이상 시청가) |
| 214화 | 2월 5일  | 스승의 마음(재)                  |                                  |
| 215화 | 2월 6일  | 남편은 외국인(재)                |                                  |
| 216화 | 2월 9일  | 개밥바라기(재)                   |                                  |
| 217화 | 2월 10일 | 분홍립스틱(재)                   |                                  |
| 218화 | 2월 11일 | 도전 진품명품(재)                |                                  |
| 219화 | 2월 12일 | 호랑이가 나타났다(재)            |                                  |
| 220화 | 2월 13일 | 별이 된 편지(재)                 |                                  |
| 221화 | 2월 16일 | 찌개(재)                         |                                  |
| 222화 | 2월 17일 | 사위 사랑은(재)                  |                                  |
| 223화 | 2월 23일 | 리모컨(재)                       |                                  |
| 224화 | 2월 24일 | 복권당첨(재)                     |                                  |
| 225화 | 2월 25일 | 허풍쟁이 아저씨(재)              | 12세 이상 시청가                 |
| 226화 | 2월 26일 | 영원한 오빠(재)                  |                                  |
| 227화 | 2월 27일 | 글뤽아우프 - 살아서 돌아오라(재) |                                  |
| 228화 | 3월 2일  | 하늘보기(재)                     |                                  |
| 229화 | 3월 4일  | 귀농(재)                         |                                  |
| 230화 | 3월 5일  | 장터국수(재)                     |                                  |
| 231화 | 3월 6일  | 내 아들 지욱이(재)               |                                  |
| 232화 | 3월 9일  | 눈사람이 사라지면(재)            |                                  |
| 233화 | 3월 10일 | 아버지와 새양복(재)              |                                  |
| 234화 | 3월 11일 | 김장하는 날(재)                  |                                  |
| 235화 | 3월 12일 | 할머니의 자장가(재)              |                                  |
| 236화 | 3월 13일 | 정 두레(재)                      |                                  |
| 237화 | 3월 16일 | 피자 배달(재)                    |                                  |
| 238화 | 3월 17일 | 두부와 콩(재)                    |                                  |
| 239화 | 3월 18일 | 피아니스트와 소녀(재)            |                                  |
| 240화 | 3월 19일 | 봄을 닮은 아이들(재)             |                                  |
| 241화 | 3월 20일 | 반가운 손님(재)                  |                                  |
| 242화 | 3월 23일 | 반찬 투정(재)                    |                                  |
| 243화 | 3월 24일 | ㄱㄴㄷ(재)                       |                                  |
| 244화 | 3월 25일 | 명탐정 우현(재)                  |                                  |
| 245화 | 3월 26일 | 아이돌 공부 삼매경(재)           |                                  |
| 246화 | 3월 27일 | 따뜻한 손길(재)                  |                                  |
| 247화 | 3월 30일 | 모기밥(재)                       |                                  |
| 248화 | 3월 31일 | 수박서리(재)                     |                                  |
| 249화 | 4월 1일  | 한 바퀴 돌아온(재)               |                                  |
| 250화 | 4월 2일  | 터진 손등(재)                    |                                  |
| 251화 | 4월 3일  | 찌개(재)                         |                                  |

#### 스페셜

##### 2014년
| 회차 | 연재일    | 부제                   |
| ---- | --------- | ---------------------- |
| 1화  | 11월 4일  | 나는 빨간 자전거입니다 |
| 2화  | 11월 5일  | 황혼 꽃피다            |
| 3화  | 11월 6일  | 파란 대문              |
| 4화  | 11월 7일  | 할아버지와 돌탑        |
| 5화  | 11월 11일 | 팔베게                 |
| 6화  | 11월 12일 | 할머니 우리 할머니     |
| 7화  | 11월 18일 | 아버지                 |
| 8화  | 11월 19일 | 쌓이는 정              |
| 9화  | 11월 20일 | 할머니의 가족          |
| 10화 | 11월 21일 | 우리 엄마              |
| 11화 | 11월 25일 | 마음으로 보는 그림     |
| 12화 | 11월 26일 | 종이배                 |
| 13화 | 11월 27일 | 그놈 목소리            |
| 14화 | 11월 28일 | 운수좋은 날            |
| 15화 | 12월 2일  | 리모컨                 |
| 16화 | 12월 3일  | 보리밥의 추억          |
| 17화 | 12월 4일  | 넌 어느 나라에서 왔니? |
| 18화 | 12월 5일  | 교장 선생님            |
| 19화 | 12월 9일  | 애 봐준 공             |
| 20화 | 12월 10일 | 문자메시지             |
| 21화 | 12월 16일 | 워크맨과 스마트폰      |
| 22화 | 12월 17일 | 영원한 오빠            |
| 23화 | 12월 19일 | 김장하는 날            |
| 24화 | 12월 23일 | 봄 바람                |
| 25화 | 12월 25일 | 크리스마스에는 사랑을  |
| 26화 | 12월 30일 | 하늘보기               |

## 도서
- 김동화 (2003년 12월 1일). 《빨간 자전거》. 행복한 만화가게. ISBN 9788995348505.
- 김동화 (2005년 2월 25일). 《빨간 자전거 1권 - 아빠가 되면 바보가 되나 봐》. 행복한 만화가게. ISBN 9788995348512.
- 김동화 (2005년 2월 25일). 《빨간 자전거 2권 - 접시꽃》. 행복한 만화가게. ISBN 9788990664174.
- 김동화 (2005년 1월 18일). 《빨간 자전거 3권 - 엄마》. 행복한 만화가게. ISBN 9788990664570.
- 김동화 (2007년 2월 21일). 《빨간 자전거 4권 - 그리고 다시 봄》. 행복한 만화가게. ISBN 9788990664716.
- 김동화 (2013년 4월 1일). 《빨간 자전거》. 열림원. ISBN 9788970637631.
- 김동화 (2013년 3월 30일). 《빨간 자전거 1권》. 열림원. ISBN 9788970637648.
- 김동화 (2013년 3월 30일). 《빨간 자전거 2권》. 열림원. ISBN 9788970637655.
- 김동화 (원작); KBS; 쏘울크리에이티브 (2013년 8월 25일). 《TV동화 빨간 자전거》. KBS미디어 (기획). 비룡소. ISBN 9788949140384.

## 같이 보기
- TV동화 행복한 세상
- TV툰 데칼코마니(JTBC)
- TV에세이 좋은 생각(EBS)
- 고도원의 아침편지